# Старый Каинлык
Старый Каинлык (баш. Иҫке Ҡайынлыҡ) — деревня в Краснокамском районе Республики Башкортостан Российской Федерации. Входит в состав Новокаинлыковского сельсовета.

## География

### Географическое положение
Находится на правом берегу реки Ашаеш.
Расстояние до:
- районного центра (Николо-Берёзовка): 54 км,
- центра сельсовета (Новый Каинлык): 4 км,
- ближайшей ж/д станции (Нефтекамск): 47 км.

## История
Село было основано башкирами Гарейской волости Казанской дороги на собственных вотчинных землях. Известно с 1750 года под названием Каин-Гирей.

## Население
| 2002 | 2009 | 2010 |
| ---- | ---- | ---- |
| 122  | ↗162 | ↘128 |

Национальный состав
Согласно переписи 2002 года, преобладающая национальность — башкиры (90 %).